# عملیات کربلای ۲
عملیات کربلای ۲ عملیات نظامی نیمه‌گسترده نیروهای مسلح ایران، در خلال جنگ ایران و عراق بود، که به‌صورت مشترک توسط سپاه پاسداران انقلاب اسلامی و نیروی زمینی ارتش انجام شد. این عملیات در ساعت ۱ بامداد ۱۱ شهریور ۱۳۶۵ در منطقه‌ای به وسعت ۵۰ کیلومتر مربع، در چومان مصطفی، حاج عمران، عراق آغاز شد و یک روز بعد، با پیروزی نیروهای ایرانی به پایان رسید. در این عملیات محمود کاوه؛ فرمانده تیپ ۱۵۵ ویژه شهدا سپاه پاسداران کشته شد.

## شرح عملیات
عملیات کربلای ۲ در منطقه‌ای به وسعت تقریبی ۵۰ کیلومتر مربع، از جبهه‌های شمالی نبرد، در تاریخ ۱۰ شهریور ۱۳۶۵ اجرا شد. در این عملیات بار دیگر ارتفاعاتی در منطقه حاج عمران، به تصرف نیروهای ایرانی درآمد. در این عملیات از نیروهای ارتش عراق در حدود ۳۰۰۰ نفر کشته و زخمی و نیز ۲۰۰ نفر اسیر شدند. لشکر ۱۰ سیدالشهداء نیز در این عملیات با استعداد ۵ گردان، وارد عمل شد و تا ۲۵ مهر ۱۳۶۷ نیز در این منطقه باقی ماند. گردان حضرت علی‌اکبر از این لشکر در این عملیات وظیفه پدافند از ارتفاع موسوم به شهدا را برعهده داشت.
پس از اجرای موفقیت‌آمیز عملیات کربلای ۱، موسوم به عملیات طریق‌القدس، طرح‌ریزی و اجرای عملیات کربلای ۲ در دستور کار قرار گرفت. آزادسازی خرمشهر که هدف غایی سلسله عملیات‌های کربلا بود، ایجاب می‌کرد که پیش از آن شکست سنگین دیگری بر ارتش عراق وارد آورده و نیروی قابل توجهی از قوای اصلی آنها نیز منهدم شود. شناسایی‌های زمینی و هوایی حاکی از تمرکز بیش از حد نیروهای زرهی، مکانیزه و پیاده عراق در منطقه غرب کرخه و شوش بود. منطقه‌ای از دهلران در شمال تا تنگ رقابیه در جنوب، به عمق ۷۰ تا ۸۰ کیلومتر در اشغال عراقی‌ها بود. هر چند عوارض حساس و نقاط مهمی در این منطقه وجود نداشت، اما تهدید محور اندیمشک به اهواز و قرار داشتن شهرهای شوش، اندیمشک و دزفول در برد توپخانه‌های ارتش عراق، قابل تحمل نبود.
پیش از این و در آغاز یورش ارتش عراق در مهرماه ۱۳۵۹، نیروهای ایرانی با بهره‌گیری از مانع طبیعی رودخانه کرخه، به همراه تلاش توپخانه، هوانیروز و نیروی هوایی ارتش نه تنها موفق به زمین‌گیر ساختن ارتش عراق در غرب رودخانه کرخه شدند، بلکه با حفظ سرپل منطقه پل نادری، کرخه و شوش و گسترش آن با انجام عملیات‌های کانال هندلی، تپه چشمه و انگوش، ایرانی‌ها نیروهای قابل توجهی را در غرب کرخه مستقر ساختند.
عملیات کربلای ۲ از جمله عملیات‌هایی است که در قالب عملیات متوسط نیروهای مسلح ایران دسته‌بندی شده و در اواخر سال چهارم جنگ انجام گرفت. از جمله ویژگی‌های مهم این عملیات حضور یک گردان از اسیران داوطلب عراقی در زیر مجموعه تیپ ۹ بدر در این عملیات است، که به نوبه خود برای اولین بار در طول جنگ این اتفاق افتاد.

## نتایج عملیات
- مناطق آزاد شده: ارتفاعات ۲۴۳۵، ۲۲۰۰، ۱۶۰۰، ۱۷۰۰، ۱۸۰۰ و ۲۰۰۰، همچنین بخشی از جاده حاج عمران، دربند، چومان مصطفی و گردکو
- تجهیزات منهدم شده عراق: ۱ فروند هواپیما، ۱ فروند بالگرد، چندین انبار مهمات و مقدار زیادی سلاح سبک و نیمه سنگین
- یگانهای منهدم شده عراق: تیپ‌های ۸۰۷ و ۹۸ و ۶۰۴ پیاده، گردان کماندویی ابو عبیده، یک گردان کماندویی تحت امر لشکر ۲۳ و تیپ‌های ۴۳۸ و ۹۱ پیاده
- تعداد کشته و زخمی عراق: بیش از ۳۰۰۰ نفر
- تعداد اسراء عراقی: حدود ۲۰۰ نفر
- غنائم: ۶ دستگاه تانک، ده‌ها دستگاه خودرو، مقدار زیادی سلاح سبک و مهمات
- نیروی عمل کننده ایرانی: نیروی زمینی سپاه پاسداران انقلاب اسلامی و نیروی زمینی ارتش جمهوری اسلامی ایران

## مطالعه بیشتر
- محسن رشید، گزارشی کوتاه/مرکز مطالعات و تحقیقات جنگ سپاه پاسداران انقلاب اسلامی، ویرایش: مهدی انصاری، تهران: سپاه پاسداران انقلاب اسلامی، مرکز مطالعات و تحقیق جنگ، ۱۳۷۸، شابک: ۹۶۴-۶۳۱۵-۳۳-x